# Oskar Elsässer
Oskar Elsässer (* 11. September 1885 in Wangen im Allgäu; † 16. November 1965 in Pforzheim) war ein deutscher Zeichner, Grafiker, Maler und Lehrer.

## Leben
Oskar Elsässer wuchs als Sohn des Pastors Hermann Elsässer in Sontheim und Malmsheim auf und besuchte ab 1900 die Realanstalt in Cannstatt. Von 1903 bis 1907 erhielt er an der Königlichen Kunstgewerbeschule Stuttgart zunächst Privatunterricht, studierte dort anschließend regulär und schloss sein Studium mit Diplom als Ziseleur und Zeichenlehrer ab. Anschließend unternahm er Reisen nach Italien und Belgien und war ab 1911 als Zeichenlehrer an der Goldschmiedeschule Pforzheim tätig.
Elsässer meldete sich im Ersten Weltkrieg freiwillig zum Kriegsdienst; während dieser Zeit entstanden in Russland zahlreiche Landschaftszeichnungen, Dorf- und Stadtansichten. Nach Kriegsende nahm er seine Unterrichtstätigkeit an der Goldschmiedeschule wieder auf. In der Pforzheimer Schwarzwaldstraße 77 baute er 1926 ein Haus, das heute unter Denkmalschutz steht. Im Zweiten Weltkrieg erfolgte 1944 seine Dienstverpflichtung beim Volkssturm, wobei er für Schanzarbeiten in Belfort (Elsass) eingesetzt wurde.
Nach seiner Pensionierung im Rang eines Oberstudienrates im Jahr 1950 engagierte sich Elsässer unter anderem in der Freien Waldorfschule Pforzheim, deren Mitbegründer er 1949 war, sowie in der Anthroposophischen Gesellschaft. 1953 rief er den Kreis der Kunstfreunde ins Leben. Außerdem reiste er nach Österreich, Italien, Portugal und Jugoslawien, wo viele Zeichnungen entstanden. Elsässer war zudem seit 1939 ehrenamtlich als Denkmalpfleger tätig. Er war einer der Mitinitiatoren der Stiftung der Freunde der Schlosskirche Pforzheim, die sich für den Wiederaufbau der im Krieg zerstörten Schloss- und Stiftskirche St. Michael engagierte. Elsässer stellte eine Mappe seiner Zeichnungen zur Verfügung, die vervielfältigt wurde und deren Erlös von insgesamt DM 5000 einen finanziellen Grundstock für den Wiederaufbau bildete.

### Privates
Oskar Elsässer war seit 1914 mit der aus Stuttgart stammenden Apothekerstochter Charlotte Reihlen verheiratet. Aus der Ehe gingen sechs Kinder hervor, darunter der Künstler Utz Elsässer.

## Werk und Ausstellungen
Während des Ersten Weltkriegs entstanden in Russland Landschaftszeichnungen. In den 1920er und 1930er Jahren schuf Elsässer zahlreiche Landschaftsaquarelle. Seine Werke wurden unter anderem in Stuttgart, Karlsruhe, Gelsenkirchen und Heilbronn ausgestellt. Elsässer zeichnete mit Bleistift, Kreide, Tusche und Rötel und schuf zum Beispiel Kohlezeichnungen von Industrieanlagen im Ruhrgebiet.
Nach dem Zweiten Weltkrieg stellte Elsässer seine Werke bereits 1946 im Amerika-Haus aus und wurde im selben Jahr vom Landesdenkmalamt beauftragt, zur Dokumentation Zeichnungen der durch den Krieg zerstörten Stadt Pforzheim anzufertigen. So entstand der 48 Blätter umfassende Zyklus „Pforzheim nach der Katastrophe vom 23. Februar 1945“. Viele Zeichnungen entstanden auch auf seinen Reisen nach Österreich, Italien, Belgien, Portugal und Jugoslawien.
1964 schuf er eine Serie von Postkarten mit Ansichten von Pforzheim und Umgebung, ein Jahr später entstand – kurz vor seinem Tod – eine Kunstmappe mit 20 Motiven von Alt-Pforzheim.
Nach seinem Tod widmete ihm die Künstlergilde Buslat 1966 eine umfassende Gedächtnisausstellung auf Schloss Bauschlott. Anlässlich seines 100. Geburtstags fand 1985 eine Ausstellung im Alten Pfarrhaus Brötzingen statt.

## Publikationen (Auswahl)
- Pforzheim nach der Katastrophe vom 23. Februar 1945. Kunstmappe. Solitude, Stuttgart (o. J.).
- Pforzheim. Ein Heimatbuch. Erlauschtes und Verklungenes aus Alt-Pforzheim. Mit Illustrationen von Oskar Elsässer, Heinrich Rentscher, Kurt Werkmeister. Neuenbürger Verlagsdruckerei, Neuenbürg 1956
- Hans Altwegg: Ein glückliches Leben. Die Geschichte des Weinbauern Julius Hauser. Mit Zeichnungen von Oskar Elsässer. 3. Aufl., Blanke Verlag, Emmishofen/Konstanz 1914